# Thomas Strunz
Thomas Strunz, född 25 april 1968 i Duisburg, Tyskland, är en före detta professionell fotbollsspelare (mittfältare). Strunz debuterade för Tysklands landslag 1990 men slog sig in i laget först inför VM 1994. Han var med i EM 1996 då Tyskland vann hela turneringen, men kom inte med i landslaget till VM 1998. En comeback skedde under EM-kvalet 1998–1999 men Strunz kom inte med till EM 2000. Under proffskarriären spelade Strunz i FC Bayern München och VfB Stuttgart. Han profilerade sig under en period med att blondera håret vilket gjorde att han kom med i en TV-dokumentär.
Strunz har efter den aktiva karriären verkat som manager för VfL Wolfsburg.

## Meriter
- Landslagsspelare (1990–1999)
- VM i fotboll: 1994
- EM i fotboll: 1996
  - EM-guld 1996
- Tysk mästare

## Klubbar
- MSV Duisburg
- FC Bayern München
- VfB Stuttgart

## Manageruppdrag
- Manager för VfL Wolfsburg